# Propylon

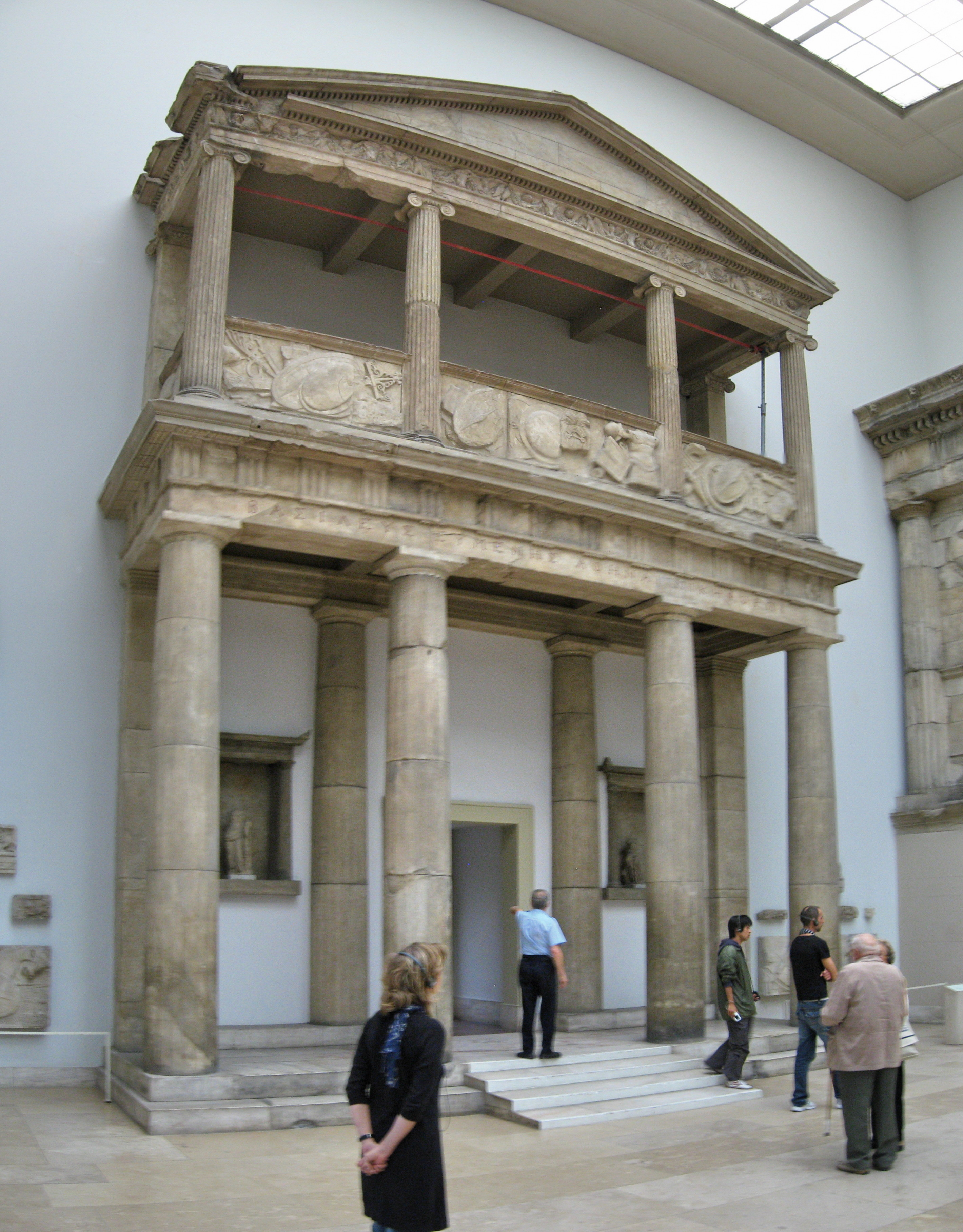
Propylon świątyni Ateny, zrekonstruowany z oryginalnych fragmentów, Muzeum Pergamońskie w Berlinie

Propylon (gr. przedsionek) – w architekturze starogreckiej monumentalna brama wznoszona na prostym planie, o jednym przejściu. Uważana jest za prototyp i nierozwiniętą formę propylei, różniącą się od nich mniejszymi wymiarami i liczbą przejść (propyleje miały ich pięć). Propylon występował głównie w architekturze przedgreckiej i okresu mykeńskiego, spotykamy go np. w Troi II, w cytadeli w Tirynsie czy też w Pałacu Nestora w Pylos.